# Mostarska Vrata
Mostarska Vrata är en ort i Bosnien och Hercegovina.   Den ligger i entiteten Federationen Bosnien och Hercegovina, i den södra delen av landet, 100 km sydväst om huvudstaden Sarajevo. Mostarska Vrata ligger 190 meter över havet och antalet invånare är 530.
Terrängen runt Mostarska Vrata är kuperad söderut, men norrut är den platt. Närmaste större samhälle är Ljubuški, 1,7 km väster om Mostarska Vrata. 
Runt Mostarska Vrata är det ganska tätbefolkat, med 93 invånare per kvadratkilometer.